# Gmina Trzebownisko
Die Gmina Trzebownisko ist eine Landgemeinde im Powiat Rzeszowski der Woiwodschaft Karpatenvorland in Polen. Ihr Sitz ist das gleichnamige Dorf mit etwa 3300 Einwohnern.

## Gliederung
Zur Landgemeinde (gmina wiejska) Trzebownisko gehören folgende fünf Dörfer mit einem Schulzenamt:
Jasionka
Łąka
Łukawiec
Nowa Wieś
Stobierna
Tajęcina
Terliczka
Trzebownisko
Wólka Podleśna
Zaczernie

## Persönlichkeiten
- Adam Jedrzejowicz (1847–1924), österreichisch-ungarischer oder cisleithanischer Beamter und Politiker polnischer Abstammung